# Chó Miniature Sa Bì
Chó Miniature Sa Bì hoặc Chó Mini Pei là một giống chó có kích thước nhỏ hơn một chút so với Chó Sa Bì Tiêu chuẩn, vốn có kích thước lớn hơn. Chúng đã được can thiệp để có kích thước nhỏ hơn thông qua một gen lặn được thực hiện trong DNA của chúng. Kích thước nhỏ bé hơn của giống chó này tạo ra một giống chó đa năng độc đáo nhưng nhỏ bé, đông thời trở thành một giống chó bầu bạn, đồng hành tốt.

## Tính cách
Chó Miniature Sa Bì tình cảm, thích nghi, vui tươi, tự tin, bình tĩnh, độc lập, vương giả và cảnh giác. Chúng vốn sạch sẽ và yên tĩnh. Một số cá thể chó giống này có một chút xa cách và mặc dù khôn ngoan, để huấn luyện chúng trở nên vâng lời đòi hỏi chủ nhân tự tin, nhất quán để ngăn chặn chúng trở nên quá chi phối con người. Giống chó này đóng vai trò một người bạn đồng hành thú vị nhưng rất độc lập về tính cách, phụ thuộc rất cao vào cách người chủ xử lý chúng. Chó Miniature Sa Bì là một giống chó liên kết tốt với gia đình của chúng và rất tận tụy. Đi bộ hàng ngày là cần thiết để cung cấp cho chó giống này một số bài tập thể dục. Trong thời gian nhiệt độ tăng cao, thời gian đi bộ nên được rút ngắn vì những con chó giống này có phần nhạy cảm với nhiệt.